# Namer
Namer (tiếng Hebrew: נמ"ר, phát âm [naˈmeʁ]), có nghĩa là "leopard" và cúng là viết tắt của "Nagmash" (APC) và "Merkava", là một loại xe chở quân bọc thép của quân đội Israel, được phát triển dựa trên khung gầm của xe tăng chủ lực Merkava Mark IV. Namer được phát triển và lắp ráp tại Israeli Ordnance Corps. Nó đi vào trang bị với số lượng giới hạn trong quân đội Israel từ năm 2008. Tuy nhiên kể từ năm 2014, vẫn chỉ có một lượng nhỏ xe được đưa vào phục vụ trong IDF. Do vấn đề về ngân sách, việc chế tạo xe thiết giáp Namer khá chậm chạp, dẫn đến lực lượng bộ binh Israel phải tiếp tục dựa trên xe thiết giáp M113.
Namer có lớp giáp trang bị tốt hơn xe tăng Merkava IV. Theo tuyên bố của IDF, Namer là loại xe thiết giáp có giáp bảo vệ tốt nhất trên thế giới.

## Lịch sử

### 1990s–2004
Quân đội Israel đã từng có kinh nghiệm trong việc chuyển đổi xe tăng chủ lực Centurion thành xe thiết giáp chở quân (Nagmashot, Nagmachon) và xe chiến đấu công binh (Xe thiết giáp công binh Puma, Nakpadon), sau đó họ còn thành công trong việc chuyển đổi các xe tăng T-54 và T-55 thành xe chiến đấu bộ binh Achzarit. Điều này dẫn đến ý tưởng chuyển đổi xe tăng Merkava thành xe chiến đấu bộ binh/xe chở bộ binh bọc giáp hạng nặng. Ý tưởng rất khả thi, vì quân đội Israel đã rút khỏi trang bị 250 xe tăng Merkava Mark I, hơn nữa không thể tiến hành nâng cấp trang bị cho xe tăng Merkava II từ pháo 105 mm lên pháo 120mm IMI hiện đại hơn.
Việc phát triển ban đầu bị thiếu vốn nên không thể triển khai từ những năm 1990s, nhưng sau cuộc xung đột tại dải Gaza năm 2004, Israel nhận thấy xe thiết giáp M113 dễ bị tổn thương trước Thiết bị nổ tự tạo và rocket chống tăng, do đó IDF tiếp tục phát triển chương trình chế tạo Namer. At that point the Stryker armored personnel carrier was offered and rejected by the IDF.

### 2005–nay
Cuối cùng, IDF Ordnance đã phát triển một xe chiến đấu bộ binh dựa trên khung gầm xe tăng Merkava Mark I, và một vài nguyên mẫu dựa trên khung gầm xe tăng Merkava Mark IV. Loại xe thiết giáp mới được đặt tên là Nemmera (Hebrew: leopardess), nhưng sau đó được đổi tên thành Namer (Hebrew: leopard).
Ngày 15 tháng 2 năm 2005, tờ Maariv đã đưa ra thông tin việc nguyên mẫu xe Namer khung gầm Merkava Mark I đã được đưa vào thử nghiệm bởi Trung đoài Givati. Nó được trang bị Rafael Overhead Weapon Station, điều khiển từ xa và nạp đạn từ bên trong xe. Một xe cũng được đưa ra triển lãm tại Triển lãm quân sự Eurosatory 2005, đã có một số khách hàng tỏ ra quan tâm tới mẫu xe này.
Bài học từ cuộc chiến tại Li Băng năm 2006 cũng chứng tỏ sự giá trị của chương trình phát triển này. Năm 2007 đã có báo cáo răng 15 chiếc xe thiết giáp Namer sẽ được chuyển giao cho quân đội vào năm 2008, và hơn một trăng chiếc nữa sẽ được trang bị cho 2 trung đoàn chiến đấu. Tuy nhiên, kế hoạch chuyển giao đã bị huỷ bỏ do quân đội Israel tỏ ra quan tâm tới mẫu xe dựa trên khung gầm Merkava Mark IV mới hơn.
Namer là lại xe thiết giáp đầu tiên của IDF được phát triển dựa trên máy tính, giúp cho việc thiết kế mẫu xe này nhanh chóng hơn các mẫu xe thiết giáp trước đó.
Ngày 1/3/2008, hoạt động chiến đấu đầu tiên của xe chiến đấu bộ binh Namer (dựa trên khung gầm xe tăng Merkava Mark IV) đã được tiến hành theo thông báo của IDF. Reportedly, the construction was expedited in May 2008 by importing parts from the US. Ngày 15 tháng 9 năm 2008, xe chiến đấu bộ binh Namer đã được đưa ra triển lãm trước công chúng tại Rishon LeZion.
Năm 2010, nhằm đẩy mạnh tốc độ sản xuất xe chiến đấu Namer, General Dynamics Land Systems đã được chọn làm nhà đồng chế tạo và tích hợp thân vỏ xe chiến đấu Namer tại Nhà máy chế tạo xe tăng Lima đặt tại Lima, Ohio.
Sau khi số lượng đặt hàng xe chiến đấu Namer bị cắt giảm vào năm 2014 do vấn đề ngân sách, năm 2015 lực lượng phòng vệ Israel IDF đã tăng đơn đặt hàng các bộ phận xe chiến đấu. Đây là câu trả lời cho việc 7 binh sĩ thuộc Trung đoàn Golani đã bị thiệt mạng khi xe thiết giáp M113 bị trúng tên lửa RPG dẫn đến hỏng động cơ khi đang ở giữa cuộc chiến.
Ban đầu các kỹ sư dự kiến trang bị cho Namer hệ thống bảo vệ chủ động Iron Fist; tuy nhiên, do hạn chế về ngân sách nên việc lắp đặt hệ thống bảo vệ chủ động đã bị trì hoãn. Phải đến năm 2016, gần thập kỷ sau, thì IDF mới bắt đầu trang bị cho xe hệ thống bảo vệ chủ động Trophy do Rafael sản xuất.
Việc thiếu hụt về ngân sách cũng như lực lượng mặt đất không được ưu tiên trang bị đồng nghĩa với việc IDF tiếp tục cắt giảm số lượng xe chiến đấu Namer. Tính đến năm 2014, việc mua xe vẫn diễn ra chậm trễ, với chỉ 30 xe được bàn giao cho quân đội năm đó, đồng nghĩa với IDF sẽ không thể có trong trang bị 500 xe tính đến năm 2027.

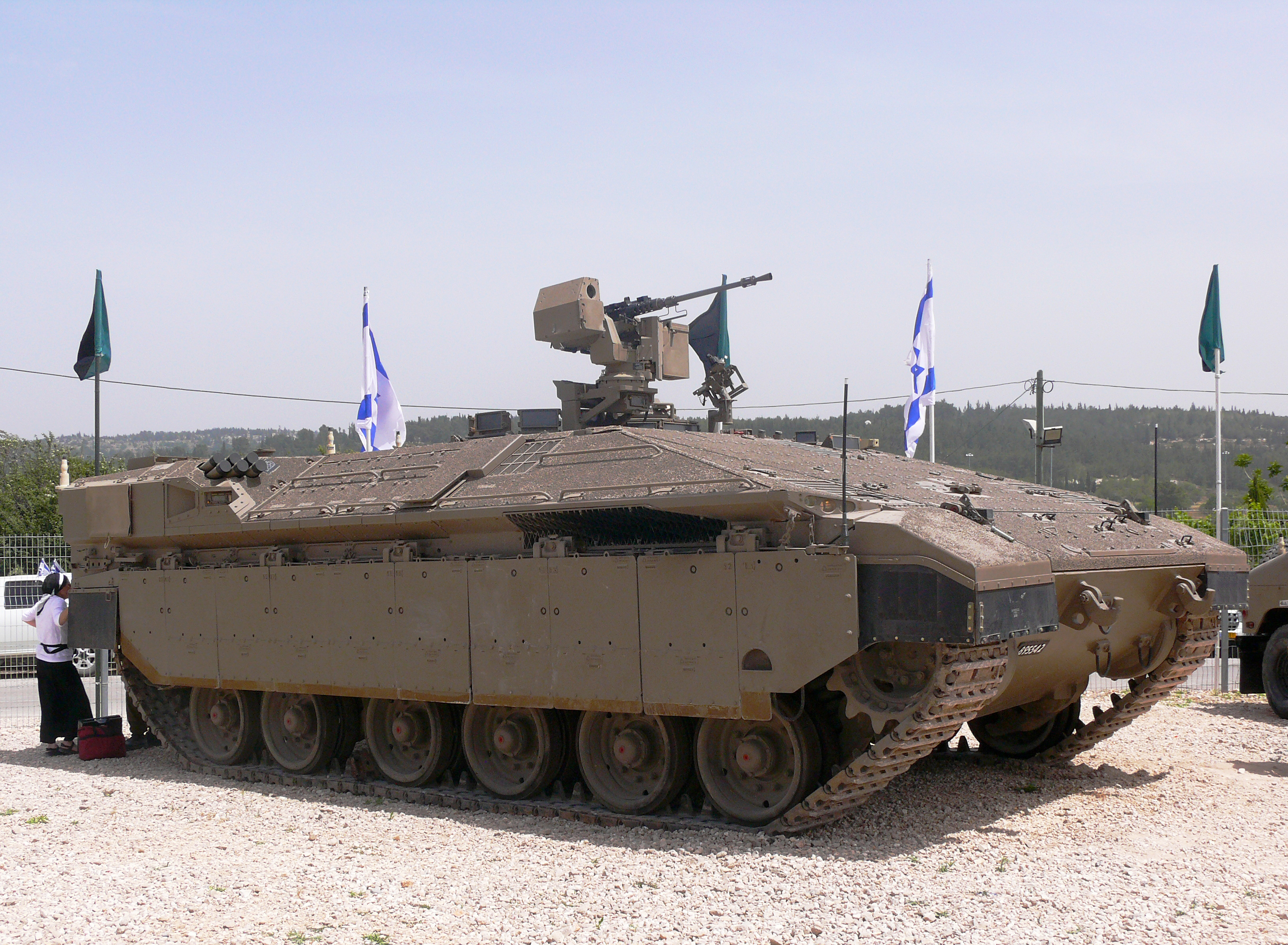
Xe thiết giáp Namer

## Bên sử dụng
- Israel

## Xuất khẩu

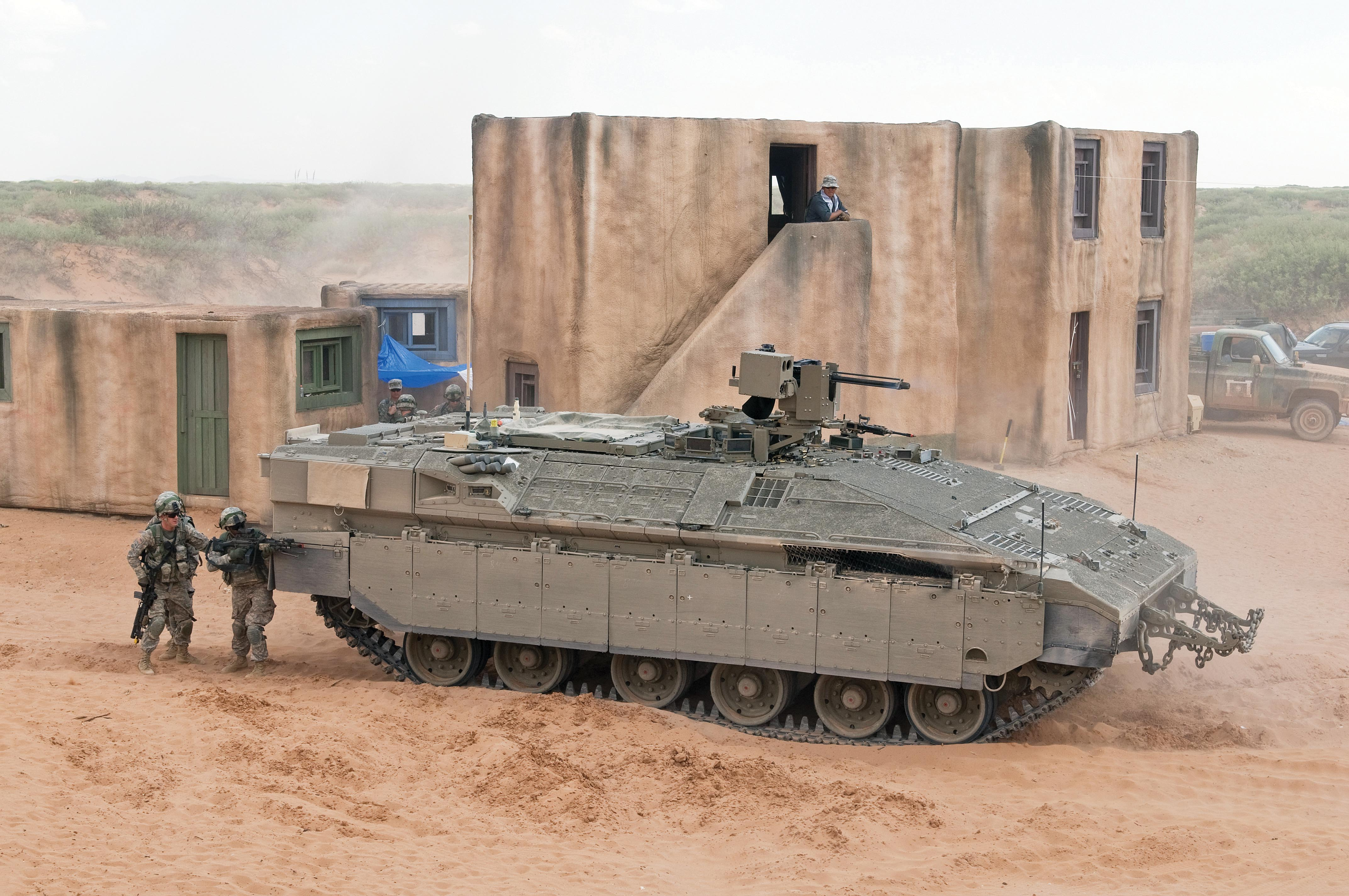
Xe thiết giáp Namer tham gia diễn tập năm 2012

- Azerbaijan
- Colombia
- Hoa Kỳ